# Sergiusz Rybnikow
Sergiusz (Siergiej) Pawłowicz Rybnikow (ur. 24 lutego 1872, zm. 17 listopada 1965 w Brudzewie) – polski prawnik, ziemianin i urzędnik rosyjskiego pochodzenia.

## Życiorys
Ojcem Sergiusza Rybnikowa był Pawieł Rybnikow, wicegubernator guberni kaliskiej. W młodości pobierał lekcje języka polskiego u Julii Leszczyńskiej, ciotki Marii Dąbrowskiej. Ukończył studia na Wydziale Prawa Uniwersytetu Warszawskiego i w 1898 roku został zatrudniony w kancelarii generała-gubernatora warszawskiego. W marcu 1906 roku został mianowany komisarzem ds. włościańskich na powiat kolski i powiat łęczycki i zamieszkał w Kole. W Kole był członkiem komisji poborowej, starał się jednak wspierać osoby zaangażowane w działalność niepodległościową.
Po wybuchu I wojny światowej został członkiem Komisji Szacunkowej do Polskich Strat Wojennych, powołanej przez Centralny Komitet Obywatelski. Jako członek komisji starał się wyjednywać jak największe odszkodowania dla polskich włościan. Następnie ewakuował się wraz z rosyjskimi urzędami i w maju 1915 roku znalazł się w Moskwie, a następnie przeniósł się do Petersburga. Pracował w rosyjskim Ministerstwie Spraw Wewnętrznych, a następnie jako dyrektor kancelarii w Głównym Zarządzie Opieki nad Uciekinierami. W 1918 roku opuścił Rosję i przez Finlandię przedostał się do Polski.
W Polsce otrzymał polskie obywatelstwo i pracował jako prawnik w Kole. Korespondował wtedy z Marią Dąbrowską, która w Nocach i dniach z 1931 roku ukazała pozytywnie rodzinę wicegubernatora Rybnikowa. W okresie dwudziestolecia międzywojennego mieszkał w Sacałach. Około 1930 roku wziął ślub z Marią Mlonek, z którą miał syna Sergiusza.
W styczniu 1945 roku opuścił majątek, żeby przeczekać przejście frontu w majątku w Kolnicy. Następnie powrócił do Sacał, gdzie okazało się, że dwór został splądrowany. Po otrzymaniu decyzji o parcelacji opuścił Sacały i wraz z rodziną zamieszkał w Brudzewie, gdzie mimo przejścia na emeryturę pomagał mieszkańcom pomocą prawną, udzielał także korepetycji z języka rosyjskiego. 
Zmarł w Brudzewie 17 listopada 1965 roku i został pochowany na tamtejszym cmentarzu katolickim.